# ديفيد مويو
ديفيد مويو (بالإنجليزية: David Moyo) هو لاعب كرة قدم بريطاني في مركز الهجوم، ولد في 17 ديسمبر 1994 في هراري في زيمبابوي. شارك مع منتخب زيمبابوي لكرة القدم. أما مع النوادي، فقد لعب مع نورثامبتون تاون.

## وصلات خارجية
- ديفيد مويو على موقع قاعدة بيانات كرة القدم.إي يو (الإنجليزية)
- ديفيد مويو على موقع ناشيونال فوتبول تيمز (الإنجليزية)
- ديفيد مويو على موقع Soccerbase.com (لاعب) (الإنجليزية)
- ديفيد مويو على موقع Soccerway.com (الإنجليزية)